# Nonnenwerth

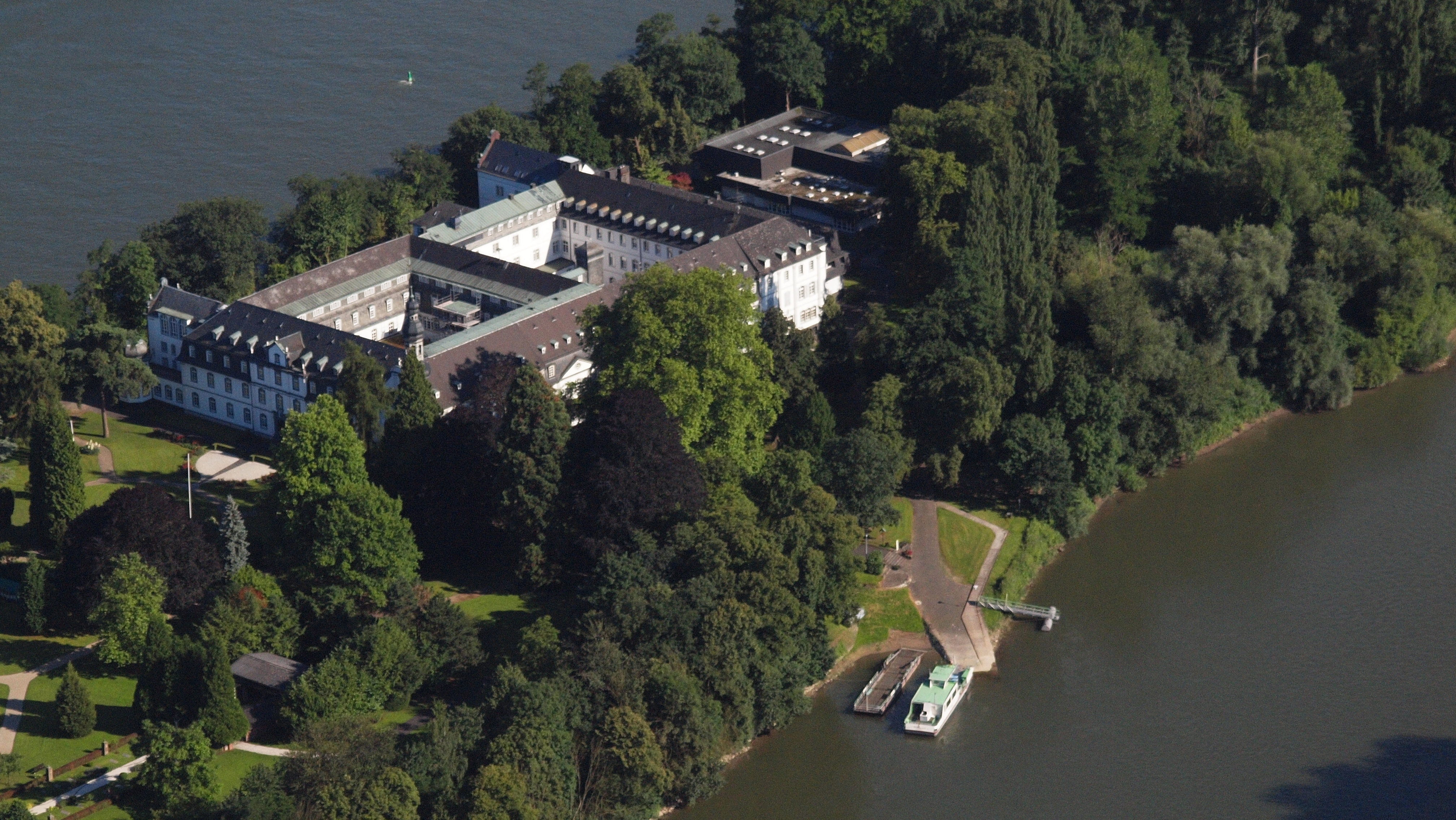

Nonnenwerth est une île près de Bad Honnef, sur le Rhin, administrativement dépendante de Remagen dans le Palatinat rhénan.

## Établissements religieux
L'île est principalement réputée pour avoir accueilli un couvent bénédictin qui devint plus tard franciscain.

### Première fondation
Le couvent bénédictin fut fondé en 1126 par l'archevêque de Cologne, Frédérick I, et Abbot Kieno, originaire de Siegburg. En 1465 celui-ci rejoignit le mouvement réformateur de la Congrégation de Bursfelde, mais fut sévèrement endommagé lors des hostilités avec la Bourgogne en 1477
Un incendie détruisit le couvent en 1773, et il fut rebâti selon dans le style baroque. En 1802 le couvent fut dissous, du fait de la sécularisation des biens ecclésiastiques. Dans les années 1840, l'île reçut la visite du compositeur hongrois Franz Liszt qui y composa Die Zelle in Nonnenwerth.

### Seconde fondation
En 1854 les lieux furent achetés par les Franciscains, qui y établirent un nouveau couvent.